# Jodie Taylor
Pour les articles homonymes, voir Taylor.
Jodie Lee Taylor est une footballeuse internationale anglaise née le 17 mai 1986 à Birkenhead. Elle joue au poste d'attaquante avec Arsenal FC et l'équipe d'Angleterre féminine.

## Carrière
Elle signe avec Seattle Reign FC, club de NWSL, avant la saison 2018.
Jodie Taylor participe à la Coupe du monde féminine 2015 puis à l'Euro 2017, avec l'équipe d'Angleterre féminine, où elle termine Soulier d'or. Avec ses 5 buts marqués lors de la compétition, elle égale le deuxième meilleur total (Lotta Schelin en 2013), à un but du record d'Inka Grings lors de l'Euro 2009. Elle est également membre de l'équipe-type de l'Euro 2017. Lors de la Coupe du monde féminine 2019, elle inscrit un but. En 2023, elle a annoncé sa retraite du football.

## Palmarès

### Palmarès en sélection
Angleterre
- Coupe SheBelieves
  - Vainqueur en 2019

### Palmarès en club
Olympique Lyonnais
- Ligue des Champions (1) 
  - Vainqueur en 2020
- Coupe de France (1) 
  - Vainqueur en 2020

 Birmingham City
- Coupe d'Angleterre (1) 
  - Vainqueur en 2012

## Distinctions personnelles
- Soulier d'Or Adidas de la meilleure buteuse du Championnat d'Europe 2017[5]
- The FA Women's Football Awards de la meilleure joueuse de l'année 2017[6]
- Médaille Fédération française de football des légendaires en 2020[7]

## Vie privée
Jodie Taylor est ouvertement lesbienne.